# Nuit de la nostalgie
La Nuit de la nostalgie (en espagnol : Noche de la nostalgia) est une célébration annuelle qui a lieu en Uruguay chaque 24 août, à la veille de la fête nationale du Jour de l'Indépendance. La musique des décennies passées est célébrée, c'est pourquoi des fêtes sont organisées dans des clubs à travers le pays, dans lesquels seule la musique des années 60, 70, 80 et 90 est jouée.
Il s’agit de l’un des événements les plus fréquentés en termes de vie nocturne et a attiré des touristes des pays voisins à se joindre aux célébrations. Cela lui a valu d'être légalement désignée comme célébration officielle et d'être promue par le ministère du Tourisme.

## Histoire
La Nuit de la Nostalgie est née en 1978, lorsque l'entrepreneur de radio Pablo Lecueder a organisé une fête dans une discothèque de Montevideo au cours de laquelle de la musique, principalement de la fin des années 60 et du début des années 70, a été jouée et dansée, pour promouvoir une émission de radio Old Hits de la station CX. 32 Radiomundo. La date du 24 août a été choisie car c'était la veille du jour férié chômé du Jour de l'Indépendance. En raison du succès de cette première fête, il a été décidé de la tenir chaque année et d'autres clubs ont commencé à utiliser ce thème et à organiser leurs propres fêtes le même soir.
Au fil des années, le thème est devenu très populaire dans tout le pays, ce qui a conduit à associer la date du 24 août à la nostalgie et à la culture rétro. Les vitrines des magasins et les centres commerciaux sont décorés de disques vinyles et de symboles disco, les chaînes de télévision diffusent des programmes musicaux spéciaux et d'anciennes émissions de télévision et dans les cinémas, des projections spéciales de films classiques sont organisées. À leur tour, la plupart des boîtes de nuit, des pistes de bowling, des clubs de quartier et des dîners-spectacles ont commencé à organiser des fêtes pour célébrer les vacances des anciens des années 1960 aux années 1990. Il y a même des réunions de famille sur le même thème.
Le 26 août 2004, par la loi n° 17.825, cette fête a été officiellement appelée « Nuit de la Nostalgie », établissant dans son article 2 : « Le Ministère du Tourisme inclura dans les événements touristiques la Nuit de la Nostalgie, en la promouvant à l'étranger à travers les ambassades, les consulats. et bureaux commerciaux.

## References
1. ↑  (es) « La Noche de la Nostalgia en Uruguay: Una fiesta de recuerdos y emociones », sur LARED21, 24 août 2023 (consulté le 18 août 2024)
2. ↑  « 24 août : la folle nuit de la nostalgie en Uruguay », sur Les éditions Bibliomonde (consulté le 18 août 2024)
3. ↑  (en) « Una playlist de la nostalgia: ¿cuál es tu oldie favorito? », sur EL PAIS, 18 août 2016 (consulté le 18 août 2024)
4. ↑  (es) « Cuando el turismo y la nostalgia se dan la mano », sur www.carasycaretas.com.uy, 19 août 2019 (consulté le 18 août 2024)
5. ↑  (en) « En primera persona: la historia de La Noche de la Nostalgia, contada por su creador », sur EL PAIS, 20 août 2022 (consulté le 18 août 2024)
6. ↑  (es) « Una celebración al recuerdo: ¿Cuándo es la Noche de la Nostalgia? », sur Telenoche (consulté le 18 août 2024)
7. ↑  (es) « ¿Qué es la Noche de la Nostalgia y cuál fue su origen? La historia de la celebración de cada 24 de agosto », sur EL PAIS, 23 août 2023 (consulté le 18 août 2024)
8. ↑  (es) « ¿Qué es la Noche de la Nostalgia, el evento que celebra Uruguay la víspera de su fecha de independencia? », sur SBS Language (consulté le 18 août 2024)
9. ↑  (en) « Rupenián anticipa la Noche de la Nostalgia », sur EL PAIS, 15 août 2009 (consulté le 20 août 2024)
10. ↑  « Noche de la nostalgia - Montevideo Portal », sur www.montevideo.com.uy (consulté le 18 août 2024)
11. ↑  (es) « Cada vez más argentinos se contagian de la "Noche de la Nostalgia" uruguaya », sur LA NACION, 25 août 2013 (consulté le 18 août 2024)
12. ↑  (es) « 10/09/04 - SE DENOMINA "NOCHE DE LA NOSTALGIA" LA NOCHE DEL 24 DE AGOSTO DE CADA AÑO. LEY N°. 17.825 », sur archivo.presidencia.gub.uy (consulté le 18 août 2024)